# 60 mm moździerz Typ 63
Typ 63 – chiński moździerz kalibru 60 mm, będący zmodyfikowaną wersją wcześniejszego moździerza Typ 31.
Moździerz, charakteryzujący się niewielkimi wymiarami i masą, opracowany został z myślą o maksymalnej mobilności, pozwalającej m.in. na wykorzystanie broni podczas działań partyzanckich.
Moździerze te były wykorzystywane przez oddziały Vietcongu podczas wojny wietnamskiej.